# Aderbal (almirante)
Aderbal (em grego:  Ατάρβας; 230 a.C.) foi um almirante da marinha cartaginesa que lutou contra a República Romana pelo controle do Mediterrâneo durante a Primeira Guerra Púnica (264–241 a.C.). Ele estava postado em Drépano (atual Trapani) e derrotou decisivamente o cônsul Públio Cláudio Pulcro na Batalha de Drépano, em 249 a.C..